# Spittor
Spittor es un personaje ficticio del Universo de Transformers. Su primera aparición fue en Beast Wars como un miembro de los Predacons.

## Beast Wars
Spittor es un Predacon muy adulador, lleno de arrogancia, exceso de confianza, y, sobre todo lo que más destaca es que termina haciendo el ridículo. Su arsenal de venenos son mortales que una serpiente, sin embargo, hacen de él una fuerza muy descomunal y tiene en cuenta cuando se puede concentrar con su ira. Un toque de su piel membranosa puede bombear suficiente toxinas en una máxima para conducir a la demencia hasta matar al oponente.

## Transformers Animated
Spittor es un personaje que apareció por primera vez en la temporada 3 de Transformers Animated en el episodio 30 "Teletransportados Parte I" , Él es un miembro de Los Decepticons del Equipo Chaar, su modo alterno ee una Rana Gigantesca, que utiliza cables-como la lengua para atrapar y "tragar" los objetos. Los objetos son digeridos, o encapsulado en una sustancia viscosa explosivos y regurgitados como armas, su Función es eliminar los residuos.
Su Color es Morado y Naranja, Su Modo Alterno que es una Rana Gigantesca, sus Ojos son Rojos y Toques Grises en su Mecanismo, Tiene Armas en los Hombros y su Pecho, es un Guerrero Letal y puede Eliminar Distintos Autobots.
Su primera aparición fue en la tercera temporada, episodio "Teletransportados" como miembro del Equipo Chaar de los Decepticons junto con Cyclonus, Oil Slick, Blackout y Strika. .Él se come al oponente y luego lo transforma en explosivo para luego escupirlo hacia otro posible oponente. Cuando Ironhide y Brawn, y se vee frustrado y llega Rodimus Prime usa sus flechas para lanzarlos su lengua. Cuando Spittor y sus compañeros Huyen, se demuestra que, en su modo de Rana, lo uso para correr, poco después el y sus compañeros tuvieron que huir bajo las órdenes estrictas de Megatron.
- Datos: Q7578321